# 香港單車徑

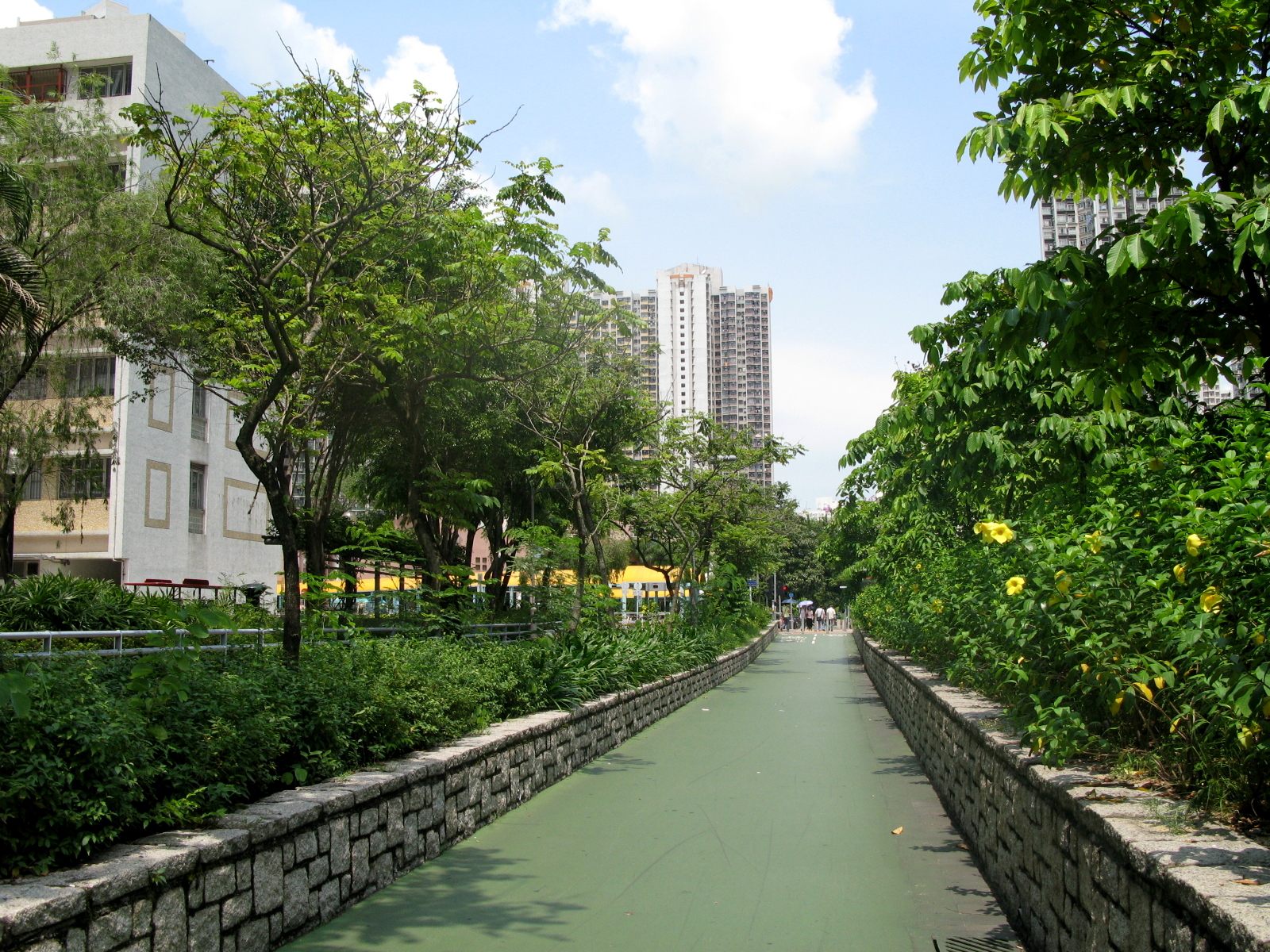
位處元朗區天水圍新市鎮的一段單車徑。

香港單車徑主要分佈於新界，原因是在規劃較後期的新市鎮時已經連帶興建單車徑設施，以減少市民使用汽車；當中以沙田新市鎮的單車徑網絡最為完善；市區的香港島、九龍半島以及新界荃灣新市鎮由於較早發展，則幾乎沒有單車徑設施，只設單車公園。同時，沒有預留單車徑的屯門新市鎮和元朗新市鎮，單車徑網絡也較疏。騎單車為香港人假日的消閒活動之一，亦孕育出洪松蔭、黃金寶和李慧詩等不少世界級單車運動員。
近年及擬建的單車徑均大致依照《香港規劃標準與準則》中的設計標準建造。單車徑有別於共享徑，後者供行人和騎單車的人共同使用，並在2010年代陸續試行及啟用。

## 規則
單車徑是道路的一種，不過汽車和行人一般不准使用單車徑。在各出入口均有路牌或地面標誌指示該處為單車徑。騎單車者在單車徑上行駛時，必須遵守在普通道路上需要遵守的交通規則和指示。一般而言，應靠左行，並只可在右方超車，除非前方騎單車者發出右轉手號。如即將轉彎或在窄路時，可駛往行車線的中間前進。騎單車屬駕駛行為，如無明顯需要而在行人路上策騎或駕駛，亦可觸犯法例。在單車徑上並排行車不屬犯法，不過騎單車時未有合理顧及其他使用該道路的人，即屬「不小心騎踏單車」。 行人不遵守交通標誌而使用單車徑，或騎單車者不遵守交通標誌而使用行人徑，即屬犯罪，最高可罰款2000元。不過，從過去到現在都有不少市民沒有遵守相關規定。
香港沒有實施在道路上設置「單車專用綫」。如果道路旁邊設有單車徑，騎單車者必須在單車徑上行駛，否則單車必須與車輛共用行車綫﹐並遵守道路交通規則。有個別道路管制情況屬於例外，例子如下：
- 個別通道豎立「禁止汽車駛入」指令交通標誌而非「所有車輛不准駛入」，即有可能容許單車及三輪車在遵守其他條件之下進入，例如交通標誌、法例，及有關通道是否屬於行人路。根據法例，汽車指「任何由機械驅動的車輛」，並不包括「使用踏板驅動」的單車及三輪車。
- 個別鄉郊地區道路同時豎立「道路封閉」及「單車例外」交通標誌，則指明單車可以通過。
- 單車及三輪車均不能通過豎立「禁止行人、徒步控制的車輛、單車及三輪車進入」、「禁止單車及三輪車進入」、「所有車輛不准駛入」或同類交通標誌的道路路段。[6]
- 部分鄉郊及離島對行人、單車及機動車輛並未明確分配道路使用空間，行人路範圍不明。

## 歷史
香港第一個興建單車徑的新市鎮是沙田新市鎮，該新市鎮於1973年開始興建。隨後單車徑成為日後所有新市鎮都設有的配套設施，而且往往與鄰近設施同步啟用。
1978年，政府斥資1600萬港元進行大埔汀角路改善工程最後一期，沿汀角路至下坑，工程附設單車徑，當時新界政務司鍾逸傑已經表示計劃在新界發展單車路系統。
而香港第一條單車徑於1981年12月6日建成，並於同日啟動沙田道路安全運動，由新界政務司鍾逸傑議員、新界拓展署署長杜恩主持。當時開通的單車徑全長約5.2公里，環繞沙田新市鎮，由大圍美林邨經大圍、沙田頭、沙田市中心、瀝源邨、禾輋邨，直至火炭工業區為止，並預計整個單車徑工程完成後，長度將增至47.5公里，並設有19條隧道和2座橋，若包括後來規劃的馬鞍山段則延長至60公里。
連接大埔至沙田的吐露港單車徑於1986年8月3日啟用，全長7.3公里，由署理香港總督鍾逸傑主持踏單車籌款，由沙田銀禧體育中心出發，沿新建單車徑途經9公里路程至大埔元洲仔前政務司官邸，一共籌得善款150萬港元，新華社香港分社文體部部長韓力、區域市政局主席張人龍等人亦有參與活動。
1989年3月，政府計劃延長大埔單車徑，穿過廣福邨和明雅苑，惹來區議員和居民的強烈反彈，擔心引起治安和交通安全問題。同年8月，政府計劃興建道路連接天水圍至元朗，並附設單車徑。
汀角路單車徑由大埔工業邨至大美督一段拖延甚久，更因人車爭路多次發生意外。為了配合大美督郊遊，政府斥資1億0500萬港元對汀角路進行擴闊工程，同時興建全長6.5公里的單車徑，汀角路單車徑則於1991年7月30日建成，自此形成自馬鞍山經沙田、大埔至大美督全長75公里的最大型單車徑網絡，2000年汀角路開展擴闊工程，並興建黃魚灘單車隧道，2003年初完工。
發展較早、未有規劃單車徑的屯門新市鎮，則於1990年開始準備興建。1995年8月18日刊憲興建由兆康苑至杯渡路沿屯門河邊興建單車徑，並興建一條行人單車天橋橫跨杯渡路，但該天橋建成後不久即因輕鐵杯渡路高架化工程而拆除。其後，政府又計劃斥資1.234億港元，於屯門18區興建兩條天橋、一條單車徑和一條緊急車輛通道。
1999年1月20日，沙頭角公路擴闊工程通車，龍躍頭至坪輋路一段增設單車徑。一週後，政府計劃興建洪水橋道路工程，並在天主教崇德英文書院西面僻設單車徑。同年3月29日，為了配合吐露港公路擴闊以及興建科學園的工程，吐露港單車徑進行了多項改建、改道至更靠近海岸，同時將單車徑由原來的4.4米擴闊至6米，並在單車徑旁增設一條闊2.5米的行人路，2003年完工。
政府為配合錦田發展以及九廣西鐵錦上路站的興建，分別擴闊錦田公路、興建錦田繞道與東匯路，三者皆設有單車徑，錦田公路擴闊工程於1999年5月25日開工，2001年8月完工，錦田繞道於2001年3月動工，2003年年底完工，東匯路於2002年年初動工，2003年年底完工。2000年1月26日，沙田石門安明街橋通車，附設單車隧道。
2002年5月31日，東涌道擴闊工程動工，並在壩尾至龍井頭一段增設單車徑，2003年年底完工。

### 新界單車徑網絡
2008年起，香港政府計劃興建新界單車徑網絡，預算斥資約22億港元，提供一條貫通新界東西，全長約82公里的單車徑，將散落在多個新市鎮的單車徑網絡連接。計劃亦包括改善在屯門、天水圍及元朗現有的單車徑路段，例如增加路牌、擴闊現有單車徑，以及興建更多休息處及匯合中心、練習場、維修站及休憩處等設施。連接新界西北及東北的單車徑上水至沙田段及相關設施的修訂工程。

### 屯門至馬鞍山單車徑主幹線
首項工程於2009年9月展開。粉嶺至太和段單車徑於2014年6月11日率先啟用。上水至元朗段單車徑耗資逾5億港元興建，於2020年9月29日啟用，全長約11公里，從屯門至馬鞍山全長60公里的新界單車徑主幹線自此全線完工，騎單車全程需時約6小時。單車徑沿途設有配套設施，包括休息處、單車租賃站、小食亭和洗手間等設施。不過，有單車團體指，青山公路古洞段一帶斷續位置眾多，容易發生意外。

### 屯門至荃灣單車徑
屯門至荃灣單車徑全長22公里，分階段推展，首階段的荃灣海濱單車徑於2021年7月19日通車，從荃灣海濱花園至荃灣灣景花園，全長約2.3公里，沿途可眺望藍巴勒海峽和青衣島的景色。單車徑設有兩處休息處，海興路亦設有單車匯合中心，內設有蓋座椅、單車泊位、單車練習場、公眾洗手間、飲水設施等等，其中單車泊架採用樹葉型設計，設計曾獲得多個獎項。
至於剩餘的部分，包括屯門至掃管笏段以及掃管笏至荃灣段，被形容為「新界單車徑網絡的最後缺環」，於2023年11月28日申請立法會撥款，由於青山公路兩旁的空間有限，故此將興建臨海單車橋、隧道或護土牆，深井段則會興建新海濱長廊，但由於遭到議員質疑耗資過巨而撤回申請，其後則由於政府財政赤字，需要推遲開展。

### 三門仔海濱單車徑
三門仔海濱單車徑於2023年8月1日開通，全長900米，沿三門仔路由汀角路交界處延伸，遊人可觀賞船灣避風塘的景色。單車徑盡頭設有洗手間、飲水機、有蓋座椅和單車泊位等設施。

### 其他單車徑改善工程
斥資9200萬港元興建的將軍澳海濱單車徑於2013年11月16日通車，全長1.6公里，沿將軍澳海濱公園而建。
將軍澳跨灣大橋於2022年12月11日建成通車，單車徑於同步啟用。
梅窩橫塘河橋由於經常出現人車爭路的情況，造成道路安全隱患，運輸及房屋局於2019年6月向立法會提交文件，計劃斥資1億1050萬港元興建全長35米的新橫塘河橋，一共設有兩條橋，其中行人橋闊2米，而單車橋則闊3.5米，兩者完全分開，預計落成後在繁忙時段每小時使用率為650人次和250單車架次，預計2020年第二季開工，2023年第四季竣工。
為興建皇后山邨及山麗苑，政府將沙頭角公路與龍馬路進行改善工程，並興建單車徑入邨。
為方便來往西沙Go Park，發展商新鴻基地產在烏溪沙至十四鄉全長1.5公里的一段西沙路進行擴闊工程，行車線加闊至四條，並加建3條行人天橋以及三個迴旋處，工程歷時六年，預計最快2024年第二季投入服務。

### 擱置路段
然而，部分路段因不同原因而已被擱置：
- 十四鄉至西貢：受環境生態影響撤銷
- 望后石至龍鼓灘：斜坡太多不適合興建單車徑
- 元朗至南生圍：受環境生態影響撤銷
- 太和邨段：當地居民反對砍樹而擱置
- 大圍名城外一段單車徑，因遭到當地居民反對而擱置，只保留顯徑街至田心街一段[63][64]。

### 改善單車安全試驗計劃
針對發生於單車徑的意外數字上升趨勢，運輸署在單車流量最高的大埔區，於2012年年中開始分階段設立9個試點，改善單車安全問題，包括以紅、黃及綠三色標示單車徑種類──紅色代表主幹線、綠色代表地區幹線、黃色則代表該使用該路段需要提高警覺性，以提高使用者的警覺性。運輸署將會檢討計劃的成效，長遠考慮推廣至全香港的單車徑。試驗內容包括在大埔海濱公園近完善路的一段單車徑急彎位置髹上黃色，並且在兩旁樹木加設軟墊，以減低意外的風險；一些被馬路分隔的單車徑，運輸署方亦會加設數字標示。運輸署在2012年2至3月諮詢大埔區議會，並分批展開試驗計劃。
現時單車徑上的黃色路面均用作提醒單車使用者該路段有一定危險性，需減慢車速，以及讓行人過單車徑路口時注意單車經過。

## 普通單車徑

### 單車主幹道
單車主幹道並未有嚴格定義，部分以紅色路面為主要辨識，但現存亦有大量灰色路面被官方或通俗視為單車主幹道。因路線沒有正式名稱或編號，下表只列出主要途經地點。斜體為計劃或興建中單車徑。
| 區份   | 主要地點 | 備註                                       |
| ------ | --- | ------------------------------------------ |
| 沙田區 | - 顯徑 ⇄ 大圍 ⇄ 沙田公園 ⇄ 沙田運動場 ⇄ 沙田馬場 ⇄ 馬料水 ⇄ 接駁大埔區（白石角海濱長廊） - 支綫： - 大圍 ⇄ （沿青沙公路及大埔公路） ⇄ 火炭 ⇄ 沙田運動場 - 大圍 ⇄ 車公廟 ⇄ 沙田圍 ⇄ 圓洲角 ⇄ 石門 ⇄ 亞公角 ⇄ 大水坑（大水坑單車公園） ⇄ 馬鞍山海濱長廊 ⇄ 接駁大埔區（西貢北泥涌） - 城門河東西兩岸對接：沙燕橋、翠榕橋、「雙子橋」（近亞公角及沙田馬場） - 馬料水段：沙田馬場 ⇄ 大學站 (香港) ⇄ 馬料水 - 馬鞍山段：鞍祿街、恆康街 | 「屯門至馬鞍山的新界單車徑主幹線」起點區域 |
| 大埔區 | - 接駁沙田區（馬料水） ⇄ 白石角海濱長廊 ⇄ 大埔滘 ⇄ 元洲仔 ⇄ 大埔海濱公園 ⇄ 大埔中心（林村河北岸） ⇄ 太和 ⇄ 三渡坑 ⇄ 康樂園 ⇄ 泰亨 ⇄ 九龍坑 ⇄ 接駁北區（塘坑） - 支綫： - 大埔北部：太和 ⇄ （沿汀太路） ⇄ （沿汀角路） ⇄ 魚角村 - 支綫至大美督：元洲仔 ⇄ （沿完善路） ⇄ 魚角村 ⇄ （沿汀角路） ⇄ 大美督 - 十四鄉段：接駁沙田區（馬鞍山海濱長廊） ⇄ 泥涌 ⇄ 十四鄉                                                                   |                                            |
| 北區   | - 接駁大埔區（九龍坑） ⇄ 塘坑 ⇄ 安樂村 ⇄ 天平邨 ⇄ 北區運動場 ⇄ 寶石湖邨 ⇄ 上水工業邨（綠色路面） ⇄ 塱原 ⇄ 河上鄉 ⇄ 古洞北 ⇄ 接駁元朗區（新田） |                                            |
| 元朗區 | - 接駁北區（古洞） ⇄ 新田、米埔 ⇄ 牛潭尾 ⇄ 錦綉花園 ⇄ 壆圍 ⇄ 凹頭 ⇄ 雞地（元朗站） ⇄ 東頭工業區 ⇄ 橫洲 ⇄ 水邊圍 ⇄ （沿青山公路）屏山 ⇄ 洪水橋 ⇄ 接駁屯門區（藍地） - 支綫： - 天水圍中綫：橫洲 ⇄ 天慈邨 ⇄ （沿天城路） ⇄ （沿天華路） ⇄ （沿天葵路） ⇄ 濕地公園 - 天水圍西綫：洪水橋 ⇄ （沿洪天路） ⇄ （沿天水圍河東岸） ⇄ 濕地公園 - 天水圍中綫與西綫對接：天慈邨 ⇄ 天水圍站 ⇄ 天盛苑                                           |                                            |
| 屯門區 | - 接駁元朗區（洪水橋） ⇄ 藍地 ⇄ 兆康 ⇄ 蔡意橋 ⇄ （沿屯門河西岸） ⇄ 龍門居 ⇄ 湖山遊樂場 ⇄ 三聖墟 ⇄ 青山灣 ⇄ 香港黃金海岸 ⇄ 掃管笏 ⇄ 小欖 ⇄ 接駁荃灣區（青龍頭） - 支綫： - 湖山遊樂場 ⇄ 蝴蝶灣 | 「屯門至馬鞍山的新界單車徑主幹線」終點區域 |
| 荃灣區 | - 接駁屯門區（小欖） ⇄ 青龍頭 ⇄ 深井 ⇄ 汀九 ⇄ 油柑頭 ⇄ 荃灣西約（灣景花園） ⇄ 柴灣角 ⇄ 荃灣公園 ⇄ 荃灣海濱公園 |                                            |

### 地區單車徑
地區單車徑並未有嚴格定義，以綠色路面為主要辨識，但現存亦有大量灰色路面被官方或通俗視為地區單車徑。因路線沒有正式名稱或編號，下表只列出主要途經地點。斜體為計劃或興建中的單車徑。
| 地區   | 覆蓋地帶 | 備註                         |
| ------ | --- | ---------------------------- |
| 沙田區 | 顯徑邨、美田邨、田心村、新翠邨、秦石邨、沙田圍、排頭、火炭、沙田第一城、小瀝源、石門、馬料水、馬鞍山、白石 |                              |
| 大埔區 | 林村、大埔海濱公園、運頭塘、富善邨、富亨邨、大埔舊墟、白石角、三門仔、樟木頭 |                              |
| 北區   | 華心邨、祥華邨、嘉盛苑、清河邨、石湖墟、彩園邨、上水圍、安樂村、沙頭角公路、粉嶺公路、皇后山、粉嶺北、古洞北、新界北新市鎮 |                              |
| 元朗區 | 洲頭、落馬洲河套區（港深創新及科技園）、新田、壆圍、凹頭、錦田、天水圍、天水圍河西岸、朗屏邨、大旗嶺、東頭工業區、元朗創新園、青山公路（水邊圍至洪水橋，通常在主幹道對面）、洪水橋、唐人新村、洪水橋／厦村新發展區、流浮山、元朗南、牛潭尾 |                              |
| 屯門區 | 青山公路（藍地，通常在主幹道對面）、欣田邨、菁田邨、和田邨、山景邨、良景邨、田景邨、建生邨、嶺南大學、屯門河東岸、屯門公園、友愛邨、兆禧苑、望后石、置樂花園                                                                               |                              |
| 西貢區 | 寶林、坑口、將軍澳市中心、調景嶺、小赤沙、將軍澳跨灣大橋、將軍澳創新園、前安達臣石礦場、將軍澳137區、大網仔（郊野公園範圍） |                              |
| 離島區 | 逸東邨、滿東邨、東涌市中心、東涌新發展碼頭、迎東邨、東涌西、東涌東、欣澳（P1公路）、小蠔、愉景灣、梅窩（梅窩碼頭、銀河、橫塘河） |                              |
| 南區   | 鋼綫灣（數碼港） | 唯一一條非新界的主幹線單車徑 |

## 越野單車徑
漁農自然護理署在郊野公園現已建設有十五條指定的越野單車徑，可供越野單車進行活動。
- 釣魚翁越野單車徑(此越野單車徑不適用於星期日及公眾假期)
- 芝麻灣越野單車徑
- 梅窩至貝澳越野單車徑
- 貝澳至狗嶺涌越野單車徑
- 海下至灣仔越野單車徑
- 龍脊越野單車徑(此越野單車徑不適用於星期日及公眾假期)
- 河背越野單車徑
- 小欖越野單車徑
- 大欖涌水塘越野單車徑
- 大棠越野單車徑
- 田夫仔越野單車徑
- 田夫仔北越野單車徑
- 清快塘越野單車徑
- 青龍頭越野單車徑
- 荃錦越野單車徑

另外，梅窩設有全香港最大規模的越野單車練習場，並設有不同難度供使用者選擇。

## 流量
根據運輸署資料，以平日繁忙時段兩小時內計算，使用單車人次以大埔區最高，逾700；其次是沙田區，近500。

## 未來計劃

### 計劃中單車徑
1. 掃管笏至荃灣西約[67][68]
2. 新田（新田科技城）至落馬洲河套區（港深創新及科技園）
3. 東涌新市鎮擴展區、大嶼山P1公路（大蠔至陰澳）
4. 洪水橋／厦村新發展區、流浮山／尖鼻咀／白泥新發展區
5. 粉嶺北
6. 古洞北
7. 牛潭尾新發展區
8. 新界北新市鎮（打鼓嶺、坪輋、羅湖一帶）
9. 共享徑網絡（與單車徑功能有別）

### 電動可移動工具合法化
2022年，政府計劃修訂法例，以落實電動滑板車及電動可移動工具的規管措施。運輸署在白石角的一段單車徑展開先導試驗計劃，讓參加者與單車共用單車徑，以取得更多運作經驗。

### 交通運輸策略性研究
2022年起，政府進行《交通運輸策略性研究》，並於2023年初步建議引入主動出行模式（例如單車和電動可移動工具）的相關規劃及政策，在新發展區和新市鎮推廣。建議包括正式引入兩個層次的單車徑等級、引入不同類型的綠色道路設計，優先考慮行人、單車、電動可移動工具和綠色運輸的需求等。

## 問題
香港政府對單車定位為消閒或康樂活動，所以沒有像外國及中國內地般鼓勵使用單車為代步工具，只會在新市鎮及新發展區興建單車徑，並不鼓勵在市區範圍騎行單車。其他區域（特別是新界西及將軍澳）的單車徑都被批評為「斷橛禾蟲」（不連貫），設施不足。與行車道路及行人路之間的路口並不鼓勵直接騎單車通過，甚至有指示牌要求下車步行。研究顯示75%的單車意外都是發生在道路上，而非單車徑上，而該等人士很可能正在從設有單車徑的區域往返不設單車徑的區域。多年來，都有不少人士爭取將單車重新定義為交通工具。不過，也有意見強烈反對將單車視為交通工具。

## 外部連結
- 香港新界西北區單車徑地圖 （页面存档备份，存于）屯門至元朗
- 香港大圍到屯門單車徑五年計劃
- 運輸署單車資訊中心主頁 （页面存档备份，存于）
- 運輸署騎單車研究 最終報告(2004年4月)
- 運輸署道路使用貼士──單車徑
- 新界單車徑網絡──土木工程拓展署